# Jelcz 640
Jelcz 640 – polski samochód ciężarowy dużej ładowności produkowany seriami od 1973 roku do początku lat 80. XX wieku przez Jelczańskie Zakłady Samochodowe w Jelczu k. Oławy (obecnie Jelczu-Laskowicach).
Był to samochód ciężarowy w układzie napędowym 6 x 4 (napęd na dwie tylne osie). Konstrukcja została opracowana, na podstawie licencji, we współpracy z firmą Steyr z Austrii na bazie elementów podwozia (ramy i osie przednie 6,5 t.) samochodów Steyr 1490, których licencyjną produkcję uruchomiono w Jelczu. Zastosowano polską kabinę typu 136 (krótka) lub 134 (długa) będące wersją rozwojową kabiny typu 113 z samochodów Jelcz serii 300. Dach kabiny był tłoczony w SHL Kielce (wykonawca hydrauliki i skrzyń ładunkowych wywrotek), reszta wykonywana i montowana w JZS. Kabina była podnoszona za pomocą mechanicznej pompy hydraulicznej i odchylana pod kątem 63 stopni. Lampy przednie przeniesiono do zderzaka, natomiast zewnętrzne poszycia drzwi prawych i lewych były jednakowe, co uprościło proces produkcji i obniżyło jego koszty. Jako napęd zastosowano silnik wysokoprężny SW680, którego licencyjną (brytyjski Leyland) produkcję uruchomiono w Wytwórni Sprzętu Komunikacyjnego w Mielcu, wobec niepowodzeń w rozwoju krajowych silników produkcji PZL-Wola w Warszawie (silnik S-560). Jednostka napędowa została zblokowana z licencyjną skrzynią biegów ZF S6-90 z multiplikatorem produkowaną przez FPS Tczew. Z racji tego, że Jelcze 640 powstawały seriami w odstępach czasu, to nie wszystkie egzemplarze posiadały tzw. "półbiegi" (nie było standaryzacji na cały okres produkcji). Ponadto produkcja w JZS, z początkiem lat 80., nałożyła się na ogólnokrajowy kryzys gospodarczy i m.in. z tego powodu współpraca z austriackim partnerem została przerwana.
Mosty napędowe Steyr, których produkcji nie udało się uruchomić w kraju, były początkowo importowane z Austrii, a w późniejszym okresie zostały zastąpione konstrukcją rozwiniętą na bazie francuskiej licencji mostów do autobusów Berliet PR110.
Jelcze z mostami Steyr nie posiadały multiplikatorów w skrzyniach biegów. W okresie późniejszym, gdy w montażu zastosowano mosty Berliet, okazało się, że pod obciążeniem ich przełożenia są niewystarczające i jako rozwiązanie problemu, pomiędzy sprzęgłem a skrzynią biegów, zastosowano dodatkowy moduł z przełożeniem – multiplikator. Uruchamiany był poprzez przełącznik umieszczony na drążku zmiany biegów. Powyższe wynikało z tego, że mosty Berlieta miały podobną nośność do mostów Steyra (i stąd pomysł adaptacji do wywrotek), ale nie były zaprojektowane do samochodów ciężarowych tego typu i przy zadanym obciążeniu sumaryczne przełożenie (skrzynia biegów – most) nie odpowiadało optymalnym wartościom. Ponadto adaptacja mostów Berliet'a wynikała z potrzeb produkcji podwozi Jelczy 640 przy braku dostępu mostów Steyra.
Początkowo skrzynie ładunkowe wywrotek były importowane z Austrii (produkcji IFE – 20t), po czym wprowadzono polską konstrukcję produkcji SHL w Kielcach (w latach 1974–1995: Fabryka Samochodów Specjalizowanych Polmo-SHL, specjalizująca się zabudową nadwozi na podwozia dostarczane z JZS i FSC w Starachowicach). Do SHL w Kielcach trafiały podwozia z JZS (jako „półprodukt”) i po montażu skrzyni ładunkowej z hydrauliką ciężarówki były sprzedawane już przez kielecki zakład. Niektóre serie Jelczy 640 posiadały na przedzie kabiny (nad lewym kierunkowskazem) napis: SHL.
Pierwsze skrzynie ładunkowe produkcji krajowej posiadały wywrot tylko na tył, po czym wprowadzono również wywrot na boki.
Oprócz skrzyń ładunkowych wywrotek, kielecka fabryka montowała cały układ hydrauliczny do ich podnoszenia wraz ze sterowaniem i osprzętem.

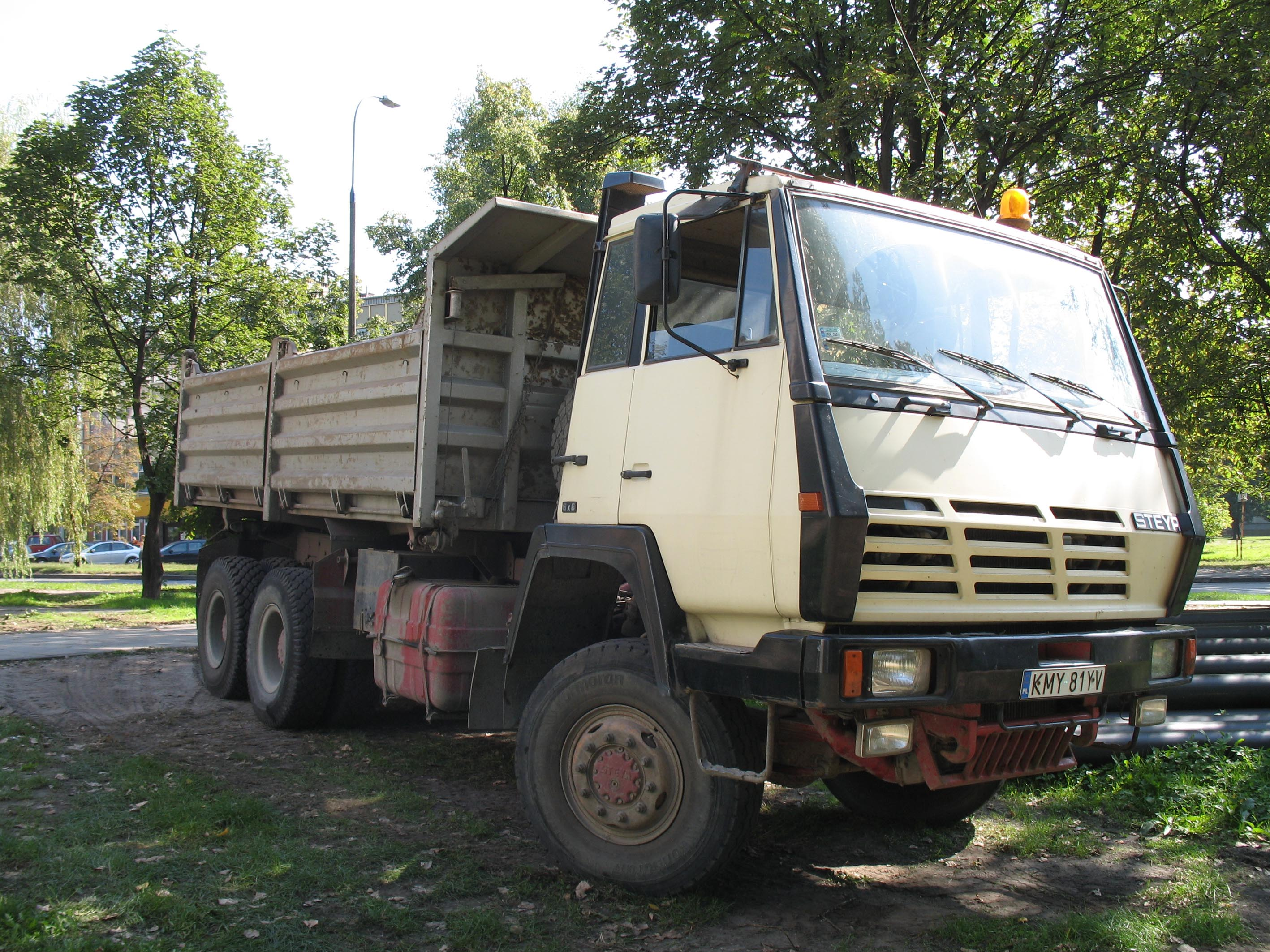
Podwozie ciężarówki Steyr 1490/1491 zostało wykorzystane w konstrukcji Jelcza 640 (2008)

## Historia
W grudniu 1973 roku, w Jelczańskich Zakładach Samochodowych (JZS; obecnie Jelcz), przekazano do eksploatacji pierwszą serię 5018-tonowych samowyładowczych Jelczy 640W (także 640 W, W-640, W640, W640JS, 3W640-825), największej[wymaga weryfikacji?] wywrotki zbudowanej w Polsce (2016). Była to odpowiedź JZS na apel ówczesnego rządu o dostosowanie profilu produkcyjnego do aktualnych potrzeb gospodarczych, co wynikało z faktu, iż Polska w początku lat 70. zamieniła się w wielki plac budowy i rozpoczęto szereg dużych inwestycji, z budową Huty Katowice na czele. Potrzebowano dużej ilości ciężkiego sprzętu w całym kraju (wywrotki, betonomieszarki, koparki), na co odpowiedziało Zjednoczenie Przemysłu Motoryzacyjnego "Polmo".
Huta Katowice była jedną z największych inwestycji epoki Gierka, ale nie jedyną. Wielkie budowy wymagały wydajnego sprzętu. Rząd postanowił sprowadzić maszyny najnowszej generacji z Zachodu, w tym wywrotki, choć w tzw. „krajach demokracji ludowej” kilka fabryk wytwarzało szosowo-terenowe wywrotki dużej ładowności. Przede wszystkim była to czechosłowacka Tatra i sowiecki KrAZ, o ładowności o ok. 4 tony mniejszej od Steyra.
Z uwagi na napięty harmonogram prac przy wznoszeniu huty, politycy postanowili wykorzystać jednak zachodni tabor, uchodzący za bardziej niezawodny i zapewniający wyższą wydajność od samochodów z „bratnich krajów”. Państwo ogłosiło przetarg na dostawy wywrotek do Huty Katowice. Startowali w nim wszyscy duzi producenci, ale szybko z tego przetargu wycofał się Mack, Pegaso i Renault. Na placu boju zostały: Mercedes, MAN, Volvo i Steyr. Z tej grupy po kilku miesiącach testów najlepszy w terenie i w nośności okazał się Steyr.
Warunkiem współpracy postawionym przez Austriaków była jednak kompensata i dostawy z Polski, najlepiej z przemysłu motoryzacyjnego. Wobec tego JZS podjął decyzję o współpracy z firmą Steyr. Po wygraniu przez Steyr'a przetargu na dostawy ciężarówek do Huty Katowice, dopięto umową (podpisaną we wrześniu 1972 roku) sprawę współpracy i licencji, a ta zaczęła się od produkcji przedniej osi oraz montażu wywrotek na austriackich podwoziach. Otrzymywały one polskie silniki, skrzynie biegów, kabiny i skrzynie ładunkowe. Z czasem polskie zakłady podjęły także produkcję hydrauliki siłowej. Pierwsze pojazdy (wywrotki) trafiły do użytkowników 14 grudnia 1973 roku.
Jelcz 640, z uwagi na proces powstania, popularnie wśród kierowców nazywany był jelczo-steyr-em. Cechował się dobrymi właściwościami jezdnymi – uciągowymi w terenie, z tego powodu kierowcy nazywali go również "skalniakiem", od pracy w kamieniołomach. Przy czym lepsze parametry trakcyjne pod obciążeniem przedstawiały pojazdy z mostami produkcji Steyr.
Był popularnym pojazdem ciężarowym używanym w żwirowniach, na terenach prowadzonych prac ziemnych (budowa dróg) oraz w transporcie drogowym na niewielkich odległościach. Ponadto był przystosowany do ciągnięcia przyczepy – dostosowano do tego również instalację elektryczną do zasilania oświetlenia i gniazdo hydrauliczne do wywrotu przyczepy.
Podwozia Jelcz W640 niemal w całości przeznaczono pod zabudowę nadwozi samowyładowawczych. Zdarzały się jednak przypadki wykorzystywania tych podwozi do zabudowy specjalistycznych nadwozi i zabudów – np. betonomieszarek. Betoniarka BSH 061 została zaprojektowana przez Hutę Stalowa Wola we współpracy z niemiecką firmę Stetter. Mieszalnik do betonu miał pojemność 6000 l., a zbiornik na wodę 650 l. Z inną specjalistyczną zabudową były używane do transportu drewna (dłużyc) w zestawie z przyczepami kłonicowymi.
Jeszcze innym produktem współpracy JZS i Steyera był ciągnik siodłowy Jelcz 640 z długą kabiną sypialną typu 134. Była ona odchylana hydraulicznie i zawieszona na trzech punktach. Kabina ważyła 750 kg, a kompletny pojazd, który był największym zbudowanym w Polsce ciągnikiem siodłowym, 8930 kg. Samochód mógł tworzyć zestawy o dopuszczalnej masie całkowitej 38 ton przy nacisku na siodło 13 ton. Każda z osi tandemu przenosiła do 10 ton obciążenia, natomiast oś przednia 6,5 tony. Samochód napędzany był turbodoładowanym silnikiem V8 o pojemności 12 litrów i mocy 320 KM.
Powstała także bliźniacza konstrukcja ciągnika balastowego, który mógł holować przyczepę o łącznej dopuszczalnej masie całkowitej 100 ton. Prototyp otrzymał zmodernizowaną kabinę kierowcy i oznaczenie 641.
W 1977 planowano wyprodukować 500 pojazdów.
Do 1981 roku w JZS powstało około 3000 kabin typu 136 w większości do zabudowy na podwozia wywrotek oraz w mniejszej ilości dla leśnictwa, stąd można szacunkowo określić ilość wyprodukowanych ciężarówek Jelcz 640 na około 3000 sztuk. Gdy z powodu braku funduszy wygasła kooperacja z firmą Steyr, odchylane kabiny trafiły na zmodernizowane podwozia Jelczy 325, 326 i 327, które fabryka oznaczyła 415, 416 i 417.
Na Steyra zabrakło pieniędzy (dewiz), choć Polska skorzystała w całości z austriackiego kredytu celowego w wysokości 4,3 mld szylingów. W listopadzie 1980 roku Rada Ministrów uchwałą 133/80 wstrzymała wdrażanie kontraktu ze Steyrem. Pozostały po niej nieliczne prototypy najcięższych modeli, do których Jelczańskie Zakłady Samochodowe powróciły w drugiej połowie lat 80, rozwijając serię 642.
Jelcze 640 okazały się bardzo trwałymi pojazdami. Pojedyncze egzemplarze pozostawały w użytku, głównie przy pracach ziemnych, do około 2020 roku.
Rozwinięciem modelu 640 był Jelcz 642, produkowany od końca lat 80. do końca lat 90. XX wieku. Zasadnicza różnica to kabina z szeroką otwieraną maską przednią oraz inna deska rozdzielcza. Kabiny miały oznaczenie 136 R (krótka) i 134 R (długa). Obie osadzone były na ramach o rozstawie podłużnic wynoszącym 930 mm, podczas gdy u Jelcza 640 rozstaw wynosił 780 mm. Silniki SW-680 otrzymały intercooler, tym samym moc wzrosła do ok. 280 KM. Ponadto serie z końca produkcji posiadały na wyposażeniu m.in. system ABS, ASR, ogranicznik prędkości, otwieranie tylnej burty wywrotu z kabiny, webasto, koła bezdętkowe.
Ponadto w modelu 642, po podniesieniu kabiny, drążek zmiany biegów był integralną częścią kabiny i unosił się wraz z nią (pod kabiną rozłączał się węzeł kinematyczny do zmiany biegów). Natomiast w modelu 640 drążek zmiany biegów był zamontowany na ramie po lewej stronie silnika, a w kabinie był owalny otwór, przez który (przy podnoszeniu – opuszczaniu kabiny) przemieszczał się drążek. Tunel dolotowy powietrza do filtra powietrza – w modelu 640 podnosił się wraz z kabiną. W modelu 642 – był zamontowany na stałe z korpusem filtra powietrza, za kabiną. W celu poprawy wentylacji kabiny podczas pracy w wysokich temperaturach, w modelu 642 dołożono metalowy szyberdach, otwierany ręcznie.

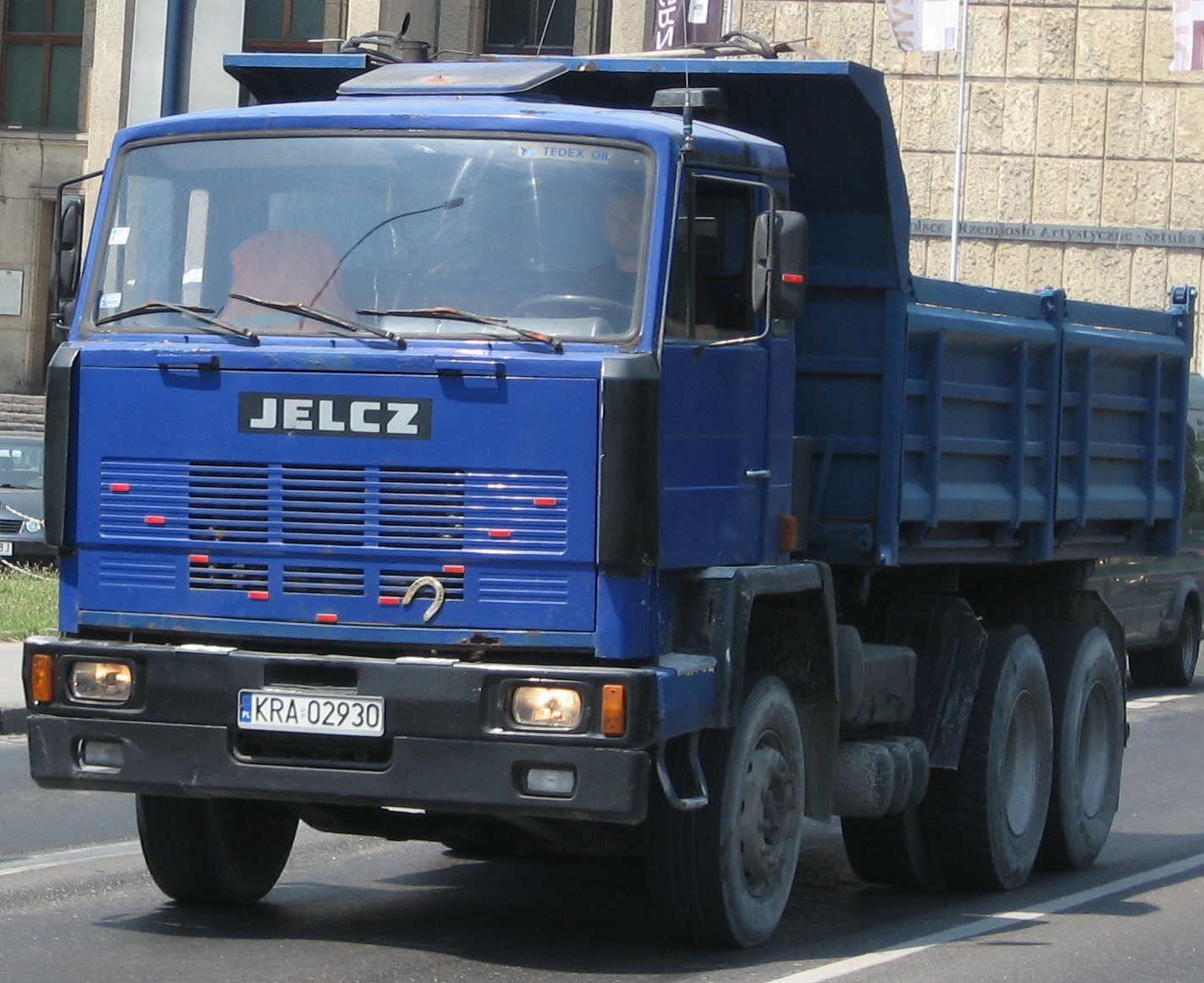
Jelcz 642 (2010)